# Orchis clandestina
Orchis clandestina är en orkidéart som beskrevs av Leo.K.K.H. Hautzinger. Orchis clandestina ingår i släktet nycklar, och familjen orkidéer. Inga underarter finns listade i Catalogue of Life.